# Stuckertiella peregrina
Stuckertiella peregrina là một loài thực vật có hoa trong họ Cúc. Loài này được Beauverd miêu tả khoa học đầu tiên năm 1913.